# IP-Suisse
Die Schweizerische Vereinigung integriert produzierender Bauern und Bäuerinnen (IP-SUISSE), bezweckt in der Schweiz die Förderung einer umweltschonenden und tiergerechten Landwirtschaft, sprich der Integrierten Landwirtschaft. Ihre Mitglieder erfüllen grundsätzlich Mindestanforderungen ans Tierwohl und können je nach Marktgegebenheit an einzelnen Produktionen nach Labelrichtlinien der IP-Suisse teilnehmen. Das Produktelabel, bzw. das Logo von IP-Suisse zeichnet Produkte aus, die in der Regel nach entsprechenden Richtlinien hergestellt werden und deren Produzenten die Biodiversität auf ihren Bauernhöfen fördern. Die Einhaltung der Richtlinien und die korrekte Vermarktung wird durch die ProCert AG kontrolliert.

## Verein
Das oberste Organ der IP-Suisse bilden die Delegierten. Diese werden in ihren Wahlkreisen von den Mitgliedern gewählt und müssen selbst auch Mitglied bei IP-Suisse sein. Die Delegierten haben unter anderem die Befugnis den Vorstand und Präsidenten zu wählen und über die Verwendung des Jahresergebnisses zu beschliessen. Die Delegiertenversammlung findet jährlich statt.
Dem Vorstand obliegt die strategische Führung der IP-Suisse. Er vertritt den Verein gegen aussen, bestimmt den Geschäftsführer, entscheidet über Label-Richtlinien und weitere strategische Geschäfte, die nicht den Delegierten vorbehalten sind.
Der Geschäftsführer leitet die Geschäftsstelle gemäss Pflichtenheft des Vorstands.
Zur IP-Suisse gehören seit 2016 die Viehhandelsfirmen Schneider Vieh und Fleisch, ASF Sursee und IPS-Kuvag. IP-Suisse ist u. a. Mitglied beim Schweizer Bauernverband und beim Verein SwissGAP, welcher den GLOBALG.A.P.-Standard in der Schweiz umsetzt.
2022 erwirtschaftete IP-Suisse einen Gewinn von 1,9 Millionen Schweizer Franken.

## Geschichte
Anlass für die Gründung war einerseits die Agrarpolitik des Bundes, die Ende der 1980er Jahre produktionsabhängige Hilfen weitgehend durch flächenbezogene Direktzahlungen ersetzte. Dies führte unter anderem dazu, dass die Mehrleistungen zahlreicher Landwirte (z. B. eingeschränkter Einsatz chemischer Spritz- und Düngemittel, mehr Flächen für Tiere) nicht mehr oder nur noch ungenügend entschädigt wurden. Anderseits galten die konventionellen Landwirte – ganz im Gegensatz zu den biologischen Landwirten – als die «bösen Bauern», was ein weiterer gewichtiger Anlass zur Gründung des Vereins war.
1989 wurde IP-Suisse am 29. Mai in Schönbühl bei Bern gegründet. Der Präsident des Initiativkomitees Hans Luder (* 1939; † 2021) wurde dabei auch zum Präsidenten von IP-Suisse gewählt und hatte diese Position bis 2005 inne. 2006 wurde er mit dem Agro-Star Suisse ausgezeichnet. Seither ist Andreas Stalder Präsident. Gründungsmitglied Fritz Rothen wurde zum Geschäftsführer gewählt und 2022 durch Christophe Eggenschwiler (zuvor Geschäftsführer der MIBA Genossenschaft) abgelöst. Rothen wurde 2023 mit dem Agro-Star Suisse ausgezeichnet.
1993 vermarktete Hiestand Holding das erste Labelgetreide.
1995 wurden die ersten Tiere mit der Genossenschaft Migros Luzern vermarktet.
1997 übernahm der Migros-Genossenschafts-Bund die ersten Tiere von IP-Suisse. Im gleichen Jahr fand die Gründung des Vereins Pro Pane Natura statt, woraus später NaturaBeck und dann Naturel entstand.
1999 wurde das erste IP-Suisse-Rapsöl hergestellt.
2000 begann die Zusammenarbeit mit IG Dinkel.
2004 startete das Projekt Feldlerche für einen wildtierfreundlichen Getreideanbau, woraus später das Biodiversitätsprogramm entsteht.
2007 lancierte Migros ihr Label TerraSuisse für die IP-Suisse Produkte in ihren Regalen.
2008 fanden die Richtlinien zur Förderung der Biodiversität erste Anwendung.
2010 wurde die erste IP-Suisse-Wiesenmilch produziert. Ab Oktober 2011 wurde die Wiesenmilch von der Migros schweizweit vertrieben, bevor sie wegen des zu geringen Absatzes gut acht Monate später wieder aus dem nationalen Sortiment genommen wurde. Bei der Genossenschaft Migros Aare hat sich die Labelmilch bis heute gehalten.
2012 entstand die Organisation Naturel aus einer Überarbeitung der Kommunikation von NaturaBeck, vormals Pro Pane Natura (1997).
2016 präsentierte Denner die ersten IP-Suisse-Produkte in ihren Läden. 2017 wurde das Logo von IP-Suisse auf den Milchschokoladen von Cailler aufgetragen.
Seit Anfang 2020 wird die gesamte Wiesenmilch der Migros Aare in der Gemeinde Diemtigen abgefüllt. Dazu baute Estavayer Lait und die Migros Aare zusammen mit der Aaremilch AG eine neue Abfüllanlage. Zuvor wurde sie von Emmi AG in Suhr produziert. Um eine Vermarktungsplattform für die Schweineproduktion zu betreiben, gründete IP-Suisse zusammen mit Micarna die Kompis AG. Im Februar 2020 wurde zudem bekannt, dass Coop seine Schweineproduzenten ab 2021 nach den Richtlinien von IP-Suisse zertifizieren lässt. Auch die frei gewordene Wiesenmilch soll den Weg zu Coop finden und Produkte wie Mehl, Rahm und Zucker. Im März 2021 wurde bekannt, dass Migros schweizweit sämtliche Trinkmilchen (ausser Bio und Demeter) bis Ende 2021 auf IP-Suisse Wiesenmilch umstellen will. Dazu werden Produzenten u. a. bei der Aaremilch AG gesucht. Die Verarbeitung erfolgt am Standort Estavayer. 2021 hat Volg das Frischmilch-Standardsortiment auf IPS-Wiesenmilch umgestellt. Im Jahr 2022 hat auch Lidl Schweiz das konventionelle Trinkmilchsortiment auf IP-Suisse-Wiesenmilch umgestellt und wird unter der Eigenmarke Terra Natura verkauft. Um auch den Weinbau in der Schweiz nachhaltiger zu gestalten, wird seit kurzem integrierter Weinbau betrieben. Der IPS-Wein soll ab 2022 bei Denner erhältlich sein. Im März 2022 wurde bekannt, dass IP-Suisse die Käserei Le Grand Pré SA in Moudon übernehmen will.

## Logo
Der Marienkäfer in verschiedenen Formen ist das Logo und Markenzeichen von IP-Suisse. Er gilt als Glücksbringer und natürlicher Schädlingbekämpfer.

## Produkte
Als IP-Suisse-Produkt darf nur ausgezeichnet werden, was mindestens zu 70 % aus IP-Suisse-Zutaten besteht. Der Verein IP-Suisse vermarktet nur in kleinem Rahmen Produkte direkt an Konsumenten.

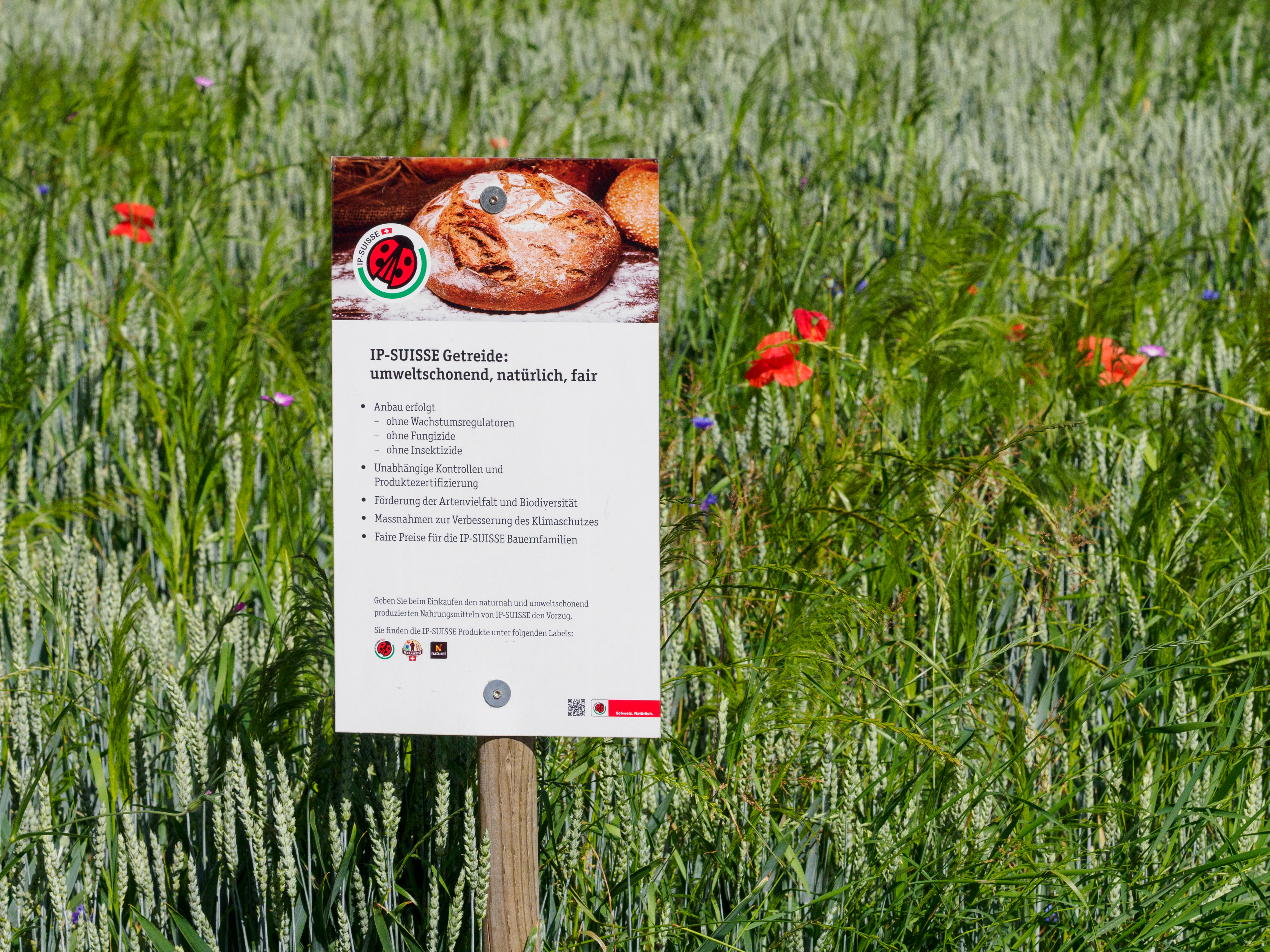
IP-Suisse Getreidefeld im Thurgau

Die meisten Produkte aus IP-Suisse-Labelproduktion verkauft Migros, allerdings unter dem Namen und Logo Terrasuisse. Bei Aldi Suisse werden die Produkte unter der Eigenmarke Nature Suisse angeboten. Grösster Verkäufer von IP-Suisse-Produkten mit dem IP-Suisse-Logo ist Denner. Auch Volg, Manor, Spar und Lidl bieten Produkte aus IP-Suisse-Labelproduktion an.
Produkte mit einzelnen Zutaten in IP-Suisse-Qualität, dürfen diese Zutaten auszeichnen. Weltweite Verbreitung findet das IP-Suisse-Logo auf diese Weise durch Cailler, die für die Verwendung von IP-Suisse-Wiesenmilch seit Juli 2017 ihre Milchschokoladen mit dem IP-Suisse-Logo versieht.
Auch Kartoffeln, Gemüse und seit 2014 Quinoa werden nach den IP-Suisse-Richtlinien angebaut. Das Absatzvolumen bei Quinoa verläuft stabil, nimmt aber im Gegensatz zu den Importen nicht zu, weswegen 2020 eine Anbaupause eingelegt werden musste. Zudem seit 2017 Zuckerrüben, welche als IP-Suisse-Zucker verarbeitet über die Filialen von Denner (seit 2017), Landi, Volg (beide seit 2019), Coop (seit 2020) und Migros (ab 2023) vertrieben werden (mit Mengenausgleich). Im April 2022 kündigte Migros an, ab August sämtliche konventionellen Schweizer Schaleneier auf den IP-Suisse-Standard umzustellen. Nach Denner und Volg stellt ab der Ernte 2022 auch Coop sein konventionelles Kernobst-Sortiment schrittweise auf den IP-Suisse-Standard um. 2023 haben Ricola und IP-Suisse im Beisein von Schweizer Zucker eine langfristige Partnerschaft abgeschlossen, mit dem Ziel künftig beim Anbau der Zuckerrüben auf den Einsatz von Fungiziden und Insektiziden zu verzichten, nicht jedoch auf Herbizide.
Von den inzwischen rund 2,4 Millionen Schweinen, welche hierzulande pro Jahr geschlachtet werden, sind gut die Hälfte nach den Grundanforderungen von IP-Suisse gehalten.

## Bewertung
Im Label Ranking 2015 schaffte es IP-Suisse mit 117 von 200 Punkten in die Kategorie «Empfehlenswert». In einer vom Forschungsinstitut für biologischen Landbau unter 500 Konsumenten durchgeführten Befragung zeigte sich, dass ein Drittel von ihnen davon ausgeht, es handle sich beim Label IP-Suisse (Integrierte Produktion) um ein Bio-Label, was jedoch nicht der Fall ist.
Bei der Produktion von Kalbfleisch liegt die Sterblichkeitsrate der Jungtiere bei rund 6 Prozent. Mit dem Freiluftkalb-Konzept soll die Sterblichkeitsrate ab 2020 auf 3 % gesenkt werden. Im Kampf gegen Antibiotikaresistenzen wird gefordert, dass der Antibiotika-Einsatz reduziert wird. Untersuchungen bei IP-Suisse-Kälbern zeigten, dass der Einsatz mit einigen einfachen Maßnahmen drastisch reduziert werden könnte. Jedoch ist derzeit die Wirtschaftlichkeit bei einer Freiluftkalbhaltung nicht gegeben. Der WWF hat die Nachhaltigkeitswerte von elf Milchproduktionsstandards verglichen. Am besten hatten dabei Bio Suisse und bei Erfüllung aller Zusatzleistungen auch die IP-Suisse-Wiesenmilch abgeschnitten. Allerdings müssen gemäss den IPS-Richtlinien nur 40 von insgesamt 94 möglichen Punkten erreicht werden, womit die durchschnittliche Wiesenmilch wohl weniger gut als die Knospe-Milch abschneiden dürfte.
Zumindest in der Schweinehaltung sind Spaltenböden erlaubt.
2020 zeigte eine von IP-Suisse mitfinanzierte und von Stefan Flückiger vom Schweizer Tierschutz STS in Auftrag gegebene Agroscope-Studie, dass bei der IP-Suisse-Rindermast 28 Prozent der Mehrkosten, welche durch die höheren Anforderungen der Label-Produktion anfallen, nicht durch die ausgerichteten Tierwohlprämien gedeckt werden, bei der IP-Suisse-Schweinemast bleibt der produzierende Bauer auf 9 Prozent der Mehrkosten sitzen. Laut Martin Rufer, Direktor des Schweizer Bauernverbandes, hätten es vor allem Coop und Migros in der Hand, die Prämien entsprechend zu erhöhen. Im Dezember 2023 veröffentlichte das Bundesamt für Landwirtschaft erstmalig die Produzentenpreise für IP-Suisse-Wiesenmilch. Im Beobachtungszeitraum von März 2022 bis September 2023 erhielten die Milchproduzenten für IP-Suisse Wiesenmilch pro Kilogramm Milch rund fünf Rappen mehr, im Vergleich mit konventionell produzierter Milch, welche nach dem Ökologischen Leistungsnachweis (ÖLN) oder dem Branchenstandard für nachhaltige Schweizer Milch (Grüner Teppich) produziert wurde.
Im Jahr 2022 hat IP-Suisse die Nein-Parole zur Massentierhaltungsinitiative beschlossen.